# Динозавр Герти
«Динозавр Герти» (англ. Gertie the Dinosaur) — американский короткометражный фильм 1914 года с мультипликационной вставкой, созданный Уинзором Маккеем. Несмотря на расхожее убеждение, анимационная часть не является первым в истории мультфильмом, однако в ней впервые появился главный герой (в данном случае — героиня), наделённый яркими личностными качествами. Именно эта особенность отличает ленту от ранних экспериментов в области анимации Дж. С. Блэктона и Э. Коля и делает её духовным предшественником мультфильмов Уолта Диснея, получивших впоследствии огромную популярность.
Это первый фильм о динозаврах. В этом фильме впервые была использована анимация по ключевым кадрам. Он включён в Национальный реестр фильмов и занимает шестое место в списке 50 величайших мультфильмов всех времён, составленном Джерри Беком по результатам опроса аниматоров и историков в 1994 году.

## Сюжет
Уинзор Маккей и Джордж Макманус с друзьями путешествуют на автомобиле. Из-за проколотого колеса они вынуждены сделать остановку для ремонта, во время которой решают посетить Музей естественной истории. Здесь, стоя перед скелетом бронтозавра, Маккей заключает пари с Макманусом, что сможет оживить динозавра с помощью карандаша и бумаги. Работа продолжается в течение шести месяцев, во время которой Маккей переносит на плёнку десять тысяч рисунков.
Наконец, фильм готов, и Маккей приглашает друзей на ужин. Он рисует на листе бумаги динозавра, а затем, в ответ на напоминание, что тот должен двигаться, срывает лист и показывает друзьям пещеру, дорисовывая выглядывающую из неё голову Герти. Затем по призыву Маккея динозавр выходит наружу.
Герти съедает камень и дерево, переминается с ноги на ногу, с ленцой выполняет команды Маккея, время от времени отвлекаясь на происходящее на заднем плане. Когда Герти не в меру расходится, Маккей резко осаждает её, а потом, чтобы успокоить расстроенного до слёз динозавра, кормит тыквой. Когда в кадре появляется мастодонт Джумбо, Герти, вопреки требованиям Маккея, играет с ним и бросает в озеро. Обиженный зверь вплавь возвращается обратно и брызгает в динозавра водой из хобота. В конце фильма в кадре появляется сам Маккей в образе укротителя, и, демонстрируя послушность подопечной, забирается Герти в пасть, а затем, стоя у неё на спине, уезжает прочь.
Макманус признаёт, что проиграл спор, и, как и было условлено, оплачивает ужин. Присутствующие поднимают бокалы в честь Маккея.

## Создание
С 1906 года Маккей, именовавший себя «Величайшим карикатуристом Америки», в дополнение к комиксам, печатавшимся в газетах, начал давать представления на сцене с использованием рисунков. В 1911 году, заключив пари со своим другом и конкурентом Джорджем Макманусом, Маккей впервые применил на сцене анимацию, оживив Маленького Нимо, героя комиксов «Маленький Нимо в стране снов» (англ. Little Nemo in Slumberland). За этим последовал мультфильм «Как действует комар» (англ. How a Mosquito Operates).
В создании фильмов Маккею помогал пионер мультипликации Джеймс Стюарт Блэктон, продемонстрировавший в 1906 году один из первых мультфильмов «Комические фазы смешных лиц» (англ. Humorous Phases of Funny Faces). Комбинированные съёмки и покадровую анимацию уже использовал француз Эмиль Коль, но первый по-настоящему «мультяшный» персонаж и художественный сценарий появились в фильмах Маккея.
О намерении создать Герти было объявлено в 1912 году. Выбирая тему для нового мультфильма, Маккей решил воссоздать то, что не мог воплотить в жизнь обычный кинематограф. Скелет бронтозавра появлялся в его комиксе «Сны любителя гренок с сыром» (англ. Dreams of a Rarebit Fiend) в 1905 году, а в 1912 году Маккей выполнил несколько иллюстраций с древними ящерами для Американской исторической ассоциации. 21 сентября 1913 года вышел в свет комикс In the Land of Wonderful Dreams, в котором появились некоторые персонажи будущего фильма: динозавр, морской змей и четырёхкрылый ящер. Но ни одного фильма с динозаврами ещё не существовало.
Одним из важных требований, выдвинутых Маккеем, стала реалистичность изображения. Для этого он использовал проработанный, в отличие от предыдущих фильмов, фон, максимально точно воспроизвёл движения персонажей и учел мелкие детали, например, проминание почвы под весом ящера. Чтобы определить, как Герти дышит, лежа на боку, Маккей измерял время собственного дыхания. Четырёхминутный фильм о Нимо потребовал нарисовать 4000 рисунков, объём новой работы должен был превысить 10000, а по времени занять целый год.
Прозрачные целлулоидные плёнки в анимации в то время ещё не применялись, и, чтобы воплотить задумку, Маккей собственноручно нарисовал тысячи изображений Герти на листках рисовой бумаги размером 16х21 см. Для отрисовки заднего фона он нанял жившего по соседству студента Джона А. Фитцсиммонса, который аккуратно переносил контуры гор, озера и дерева с образца на каждый лист. В дальнейшем подобное разделение труда стало общепринятым.
Во время работы Маккей придумал и другие методы, ставшие впоследствии стандартом мультипликации. Он проставил отметки на листах, чтобы точно совместить рисунки и избежать эффекта «плавающего» фона, который нередко наблюдается в ранних мультфильмах. Повторяющиеся картинки использовались несколько раз для создания циклических движений, например, танца Герти. Впервые в мультипликации была применена система ключевых кадров: Маккей сначала рисовал основные фазы движения, а затем дополнял их промежуточными. На студии Диснея, чтобы эффективнее использовать эту технологию, ввели новую профессию художников, специализировавшихся именно в дополнении ключевых кадров промежуточными.
Маккей не держал в секрете свои разработки. Во время создания «Герти» он охотно продемонстрировал все детали процесса гостю, представившемуся журналистом, пишущим об анимации. На самом деле этим посетителем был Джон Брэй, впоследствии запатентовавший многие идеи Маккея и даже пытавшийся вчинить иск настоящему автору. Но суд вынес решение в пользу Маккея, и Брэй несколько лет выплачивал Маккею авторское вознаграждение.
В январе 1914 года студия «Vitagraph» перенесла рисунки на плёнку.

## На сцене
Премьера спектакля, ключевым моментом которого был мультфильм с участием Герти, состоялась в чикагском театре «Палас» 8 февраля 1914 года. Дальнейшие выступления проходили в Нью-Йорке в театре Хаммерштейна.
Маккей выходил в смокинге и с хлыстом и общался с нарисованным динозавром как укротитель в цирке. В одной из сцен Маккей бросал Герти яблоко, нарисованная копия которого попадала в пасть животного. При создании фильма яблоко было заменено на тыкву, как более подходящий по размеру предмет. В конце выступления Маккей исчезал за экраном, и в тот же момент его двойник появлялся в кадре.
Искусство, с которым Маккей разыгрывал представление, впечатляло зрителей. Эмиль Коль, до марта 1914 года работавший в Нью-Йорке и видевший выступление Маккея в театре Хаммерштейна, позднее писал, что публике нравилось как актёрское мастерство Маккея, так и созданный им фильм. Кроме того, Коль отмечал чрезвычайную прибыльность постановки.
Успех спектакля привел к длительным разъездам Маккея с гастролями по востоку Соединённых Штатов, но вызвал возмущение его основного работодателя, медиа-магната Уильяма Херста. Вначале выступления способствовали росту популярности газет Хёрста, но затем издатель потребовал, чтобы карикатурист сосредоточился на комиксах, и, пользуясь прописанными в контракте правами, ввёл общий запрет на сценические выступления. Маккей вынужден был отменить уже запланированные выступления. Только в 1917 году удалось достичь компромисса, в результате чего Маккей смог выступать с эстрады, но только в Нью-Йорке. Фактически, это означало конец его сценической карьеры.

## В кинотеатре
В 1914 году Уильям Фокс предложил перенести «Динозавра Герти» в кинотеатры, Маккей согласился и подготовил расширенную версию фильма, добавив пролог с участием живых актёров и титры, заменявшие действия Маккея во время выступлений. Общий метраж ленты увеличился до 12 минут.
Сюжет пролога во многом напоминал историю о создании мультфильма про Маленького Нимо. В качестве актёров выступили другие карикатуристы, работавшие на Херста: Джордж Макманус, Рой Маккарделл и Тэд Дорган. Стало ли это результатом вмешательства издателя, неизвестно. Права на «Динозавра Герти» были зарегистрированы 15 сентября 1914 года.

## Дальнейшая судьба
Несмотря на популярность Герти, в последующие годы Маккей работал только как художник и карикатурист. Лишь четыре года спустя, в 1918 году, появился новый мультфильм — «Гибель „Лузитании“» (англ. The Sinking of the Lusitania). В 1921 году художник подготовил серию мультфильмов на основе комикса «Сны любителя гренок с сыром» и в том же году начал работу над вторым мультфильмом с участием Герти, озаглавленным «Путешествие Герти» (англ. Gertie on Tour). По сюжету Герти должна была добраться до Нью-Йорка и Вашингтона, покачаться на Бруклинском мосту и попытаться съесть Монумент Вашингтону. Возможно, его планировалось использовать в представлении на сцене. Фильм не был завершён, и до настоящего времени сохранились лишь фрагменты ленты и эскизы.
В 1927 году во время чествований Уинзора Маккея в Нью-Йорке «Динозавр Герти» снова шёл в кинотеатрах. После смерти автора в 1934 году его творение не было забыто: в 1940 году Герти была включена в фильмотеку Музея современного искусства.
Сын Маккея, Роберт, в сотрудничестве с аниматором студии Диснея Ричардом Хюмером в 1955 году восстановил оригинальный спектакль для телевизионной программы «Диснейленд».
Долгое время считалось, что негативы фильма утеряны. Сын Маккея передал часть имущества отца, в том числе несколько плёнок и около 400 рисунков с Герти, коллекционеру Ирвингу Мендельсону. Только в 1947 году среди них был обнаружен исходный негатив, который для сохранности скопировали на новую плёнку. В 1960-е негатив передали в канадский архив кинематографии Cinémathèque Québécoise. В 1967 году была проведена первая реставрация плёнки. В 2004 году Институт кинематографии совместно с компанией «Milestone Film & Video» повторно отреставрировал фильм и вместе с другими работами Уинзора Маккея выпустил на DVD.

## Культурное значение
Хотя «Динозавр Герти» не является первым в истории мультфильмом (это ошибочное мнение повторяется во многих публикациях), он стал значительным рывком вперед для ещё только формирующегося жанра. Его успех вдохновил аниматоров, в том числе Аба Айверкса, Пола Терри, Макса и Дэйва Флейшеров. Под впечатлением от «Динозавра Герти» год спустя выпустил свой первый фильм, The Dinosaur and the Missing Link, один из родоначальников современной кукольной анимации Уиллис О’Брайэн. В 1915 году появился неавторизованный ремейк «Динозавра Герти», предположительно созданный на студии Дж. Р. Брэя, который, несмотря на низкое качество, также пользовался успехом благодаря использованию того же названия. Макс Флейшер отдал дань уважение Герти в фильме «Три эпохи», в котором режиссёр и актёр Бастер Китон забирается на голову динозавра.
Сам Уинзор Маккей видел главное значение «Динозавра Герти» в том, что фильм утвердил мультипликацию в качестве нового вида искусства. «Маленький Нимо» и «Как действует комар» были сценическими приёмами сродни спецэффектам в фильмах Жоржа Мельеса. Герти открыла нечто новое.

Пока я не нарисовал «Динозавра Герти», зрители не понимали, что я заставляю картинку ожить.
Оригинальный текст (англ.)Not until I drew Gertie the Dinosaur did the audience understand that I was making the drawings move.
— Уинзор Маккей
Слова Маккея подтвердил в 1976 году Отто Мессмер, создатель мультфильмов о Коте Феликсе:

Увидеть, как рисунок движется, было сильным впечатлением.
Оригинальный текст (англ.)It was quite a hit to see a drawing move.
— Отто Мессмер

### Мнения критиков
В первые десять лет после смерти Уинзора Маккея его вспоминали в основном как выдающегося карикатуриста Соединённых Штатов, но с 1960-х годов на первый план выходит его вклад в развитие мультипликации. Ещё больше интерес к мультфильмам Маккея возрос, когда в 1976 году вышел документальный фильм Джона Кейнмейкера «Вспоминая Уинзора Маккея» (англ. Remembering Winsor McCay).
На сегодняшний день «Динозавр Герти» считается самой важной работой Уинзора Маккея. Дональд Крафтон называет этот мультфильм самым передовым явлением в анимации своего времени, имеющим полное право считаться шедевром и способствовавшим развитию жанра. Он также отмечает характерное для пионеров анимации желание увековечить себя в собственных работах. Киноисторик Джейсон Миттелл считает это проявление саморефлексии признаками зарождающегося постмодернизма.
Для английского киноисторика Пола Уорда «Динозавр Герти» является поворотной точкой в восприятии мультфильмов. Ранние эксперименты с анимацией, например, работы Блэктона и Мельеса, имели своей целью удивить зрителей, но к 1910-м годам интерес к ним стал пропадать. Маккей смог предложить что-то новое: не просто набор кинотрюков, но историю. Фильм преподносился не только как движущаяся картинка с живым динозавром, но и как инновационное достижения аниматора Маккея. Это было первым шагом на пути превращения мультфильмов в полноправную составляющую кинематографа.
Художественный и коммерческий успех «Динозавра Герти» имел настолько серьёзное значение, что Леонард Малтин называет его началом всей мультипликации США. С другой стороны, как отмечает киноисторик Майкл Бэрриер, выпуск одного фильма за несколько месяцев нельзя назвать промышленным кинопроизводством. В конце 1910-х годов массовое производство мультфильмов было налажено, в частности, появились «Матт и Джефф» (англ. Mutt and Jeff), «Кот Феликс» и «Клоун Коко» (англ. Koko the Clown), хотя это было возможно лишь при значительном снижении качества и с применением автоматизированных методов вроде использовавшейся Дж. Р. Брэем технологии, основанной на прозрачных пленках. Однако первоначальный импульс этому развитию, как считает Джерри Бек, придало появление «Динозавра Герти» Уинзора Маккея.
Хотя Уинзор Маккей выпустил лишь один фильм с участием Герти, она по праву считается первой мультипликационной звездой. Кинокритик Дэйвид Кер ставит Герти в один ряд с такими самобытными персонажами, как Кот Феликс, Микки Маус и Багз Банни. Не оставляя без внимания мнение Джона Кейнмейкера, что уже в How a Mosquite Operates комар имеет антропоморфную фигуру, следует согласиться с Полом Уэллсом, что в образе Герти впервые проявилась эмоциональность, и зрители могли ощущать сопричастность происходящему на экране. Подобного диапазона эмоций у персонажей мультфильмов не наблюдалось вплоть до 1930-х годов, когда на экранах появились герои Уолта Диснея, который находил вдохновение в работах Маккея.
Современные аниматоры и критики также считают «Динозавра Герти» одним из значительных фильмов, что подтвердил опрос 1994 года. Лишь один фильм эпохи немого кино, кроме «Динозавра Герти», вошёл в этот список, заняв 50-е место, — «Феликс в Голливуде» (англ. Felix in Hollywood) (1923).

## Упоминания
- Именем героини мультфильма названо кафе-мороженое в Disney's Hollywood Studios во флоридском Walt Disney World. Здание построено в форме динозавра Герти. Оно находится на берегу озера Эхо[45].
- В фильме 1989 года «Маленький Нимо: Приключения в стране снов» главные герои заставляют чихать динозавра, похожего на Герти[16].
- Упоминается в телефильме 1999 года Attack of the 50 Foot Monster Mania[16].
- В мультфильме «Трио из Бельвилля» (2003) плакат с Герти висит в комнате тройняшек[16].
- В документальном фильме об истории анимации Endangered Species (2006) художник-мультипликатор общается с нарисованным динозавром, похожим на Герти[16].

## Достижения
- Один из трёх мультфильмов, включённых в Национальный реестр фильмов (1991)[46][47].
- Шестое место в списке 50 величайших мультфильмов всех времён, составленном Джерри Беком по результатам опроса аниматоров и историков в 1994 году[2].
- Первый фильм с использованием анимации по ключевым кадрам[11].
- Первый фильм о динозаврах[7].
- Первый фильм с героем, обладающим яркой индивидуальностью[41][43].